# L'Homme de nulle part (série télévisée)
Pour les articles homonymes, voir L'Homme de nulle part.
L'Homme de nulle part (Nowhere Man) est une série télévisée américaine en un pilote de 65 minutes et 24 épisodes de 45 minutes créée par Lawrence Hertzog et diffusée entre le 28 août 1995 et le 20 mai 1996 sur le réseau UPN.
En Belgique, la série a été diffusée en octobre 1995 sur RTL-TVI puis aussi sur RTL9 au Luxembourg. En France, la série a été diffusée du 19 avril 1997 au 6 février 1998 sur Canal+, sur la case de 21 h 20 puis rediffusée en clair du 30 juillet 1998 au 28 août 1998.

## Synopsis
La vie de Thomas Veil, photographe à succès, est anéantie du jour au lendemain. Un soir, alors qu'il dîne au restaurant avec son épouse, il se rend aux toilettes et à son retour à table, d'autres convives, les serveurs ne le reconnaissent plus.
Revenant chez lui, son épouse, accompagnée d'un autre homme, nie l'avoir jamais rencontré. Ses cartes de crédit ne fonctionnent plus, son meilleur ami meurt et sa mère victime quelque temps auparavant d'une attaque cérébrale est incapable d'attester de son existence, même son identification par l'administration fédérale semble n'avoir jamais laissé trace.
Suivi par des hommes vraisemblablement dangereux, Thomas Veil pense que cette traque a un rapport avec une photographie qu'il a faite un an plus tôt et qui montre la pendaison de quatre hommes en Amérique du Sud par des soldats américains. Toujours en possession du négatif, il fuit, se méfiant de tous, tentant de rassembler les preuves de sa propre existence et de cerner les motifs de l'organisation capable d'une machination à si grande échelle.
Sa vie plonge alors progressivement dans la paranoïa jusqu'au point qu'il s'aperçoit qu'il n'est peut-être pas qui il croit avoir été jusqu'alors…

## Accroche
« Je m'appelle Thomas Veil. Ou du moins, c'est ce que je croyais. Je suis photographe. J'avais tout : une femme, Alyson, des amis, un métier passionnant. Et en l'espace d'un instant, on m'a tout pris. Tout ça à cause d'une photo. J'ai le négatif. Ils sont prêts à tout pour l'obtenir. Je tiens ce journal pour prouver que ces évènements sont réels. Je sais qu'ils le sont, ce n'est pas possible autrement… »
« My name is Thomas Veil, or at least it was. I'm a photographer, I had it all: a wife, Alyson, friends, a career. And in one moment it was all taken away, all because of a single photograph. I have it; they want it; and they will do anything to get the negative. I'm keeping this diary as proof that these events are real. I know they are… They… have to be. »

## Distribution

### Acteur principal
- Bruce Greenwood (VF : Emmanuel Jacomy) : Thomas Veil

### Invités
La série, outre son interprète principal, a accueilli un certain nombre d'acteurs et actrices déjà connus pour d'autres rôles, ajoutant de l'intérêt à cette série.
- Megan Gallagher : Alyson Veil. La femme de Thomas Veil, celle qu'il n'aura de cesse de vouloir retrouver, au moins pour comprendre ce qui a pu se passer. Elle est interprétée par Megan Gallagher, une habituée des productions télévisées qui a participé à de nombreuses séries en tant que guest-star. Elle fut notamment la femme de Franck Black dans la série Millennium.
- Dwight Schultz : Harrison Barton. Dwight Schultz est surtout célèbre pour son rôle de Looping Murdock dans L'Agence tous risques (The A-Team). Il fut également l'interprète du personnage semi-récurrent du Lieutenant Reginald Barclay dans la saga Star Trek. On a également pu le voir dans un épisode de la série Babylon 5 et un épisode de la saison 2 de Stargate SG-1.
- Carrie-Ann Moss : Karin Stolk. L'interprète de Trinity dans la trilogie cinématographique Matrix a également joué dans la série.
- Maria Bello : Emily Noonan. L'interprète du Dr Anna Del Amico dans Urgences apparaît dans un épisode.
- Bryan Cranston : Sheriff Norman Wade. De nombreuses apparitions ont émaillé la carrière du futur interprète du Père dans Malcolm, mais également et surtout du rôle principal de Breaking Bad.
- Dean Stockwell : Gus Shepard. Célèbre pour son interprétation d'Al Calavicci dans Code Quantum, il interprète ici un rôle similaire, celui d'une sorte d'ange gardien.

 Source et légende : version française (VF) sur RS Doublage

## Épisodes
1. Le Néant total (Absolute Zero) 65 minutes
2. Ellen (Turnabout)
3. Derek (The Incredible Derek)
4. La Rencontre (Something About Her)
5. Les Portes du paradis (Paradise on Your Doorstep)
6. Pris au piège (The Spider Webb)
7. Écran total (A Rough Whimper of Insanity)
8. Lavage de cerveau (The Alpha Spike)
9. L'Ange gardien (You've Really Got a Hold on Me)
10. Mon père (Father)
11. Terre hostile (The Enemy Within)
12. Joyeux Noël (It's Not Such a Wonderful Life)
13. Le Dissident (Contact)
14. Embarquement pour l'enfer (Heart of Darkness)
15. Jeunesse illusoire (Forever Jung)
16. Une lueur dans le ciel (Shine a Light on You)
17. Images subliminales (Stay Tuned)
18. L'Envers du décor (Hidden Agenda)
19. Usurpation (Doppelgänger)
20. Au cœur de la mémoire (Through a Lens Darkly)
21. Au cœur de la nuit (The Dark Side of the Moon)
22. L'Hôpital Calaway (Calaway)
23. Haute trahison (Zero Minus Ten)
24. Marathon (Marathon)
25. Gémini (Gemini)

## Commentaires
L'Homme de nulle part est inspirée et influencée par différentes séries auxquelles elle rend plus ou moins hommage au cours de ses 25 épisodes :
- L'environnement musical de Mark Snow proposé pour la série, et la dimension paranoïaque de certaines histoires rapprochent la série de X-Files, sa consœur de l'époque. Mark Snow a d'ailleurs parfois du mal à se diversifier, proposant ici une partition très proche de la série de Chris Carter.
- L'Homme de nulle part appartient à ces séries d'errance où un personnage principal, en général en fuite, voyage à travers les États-Unis, apportant son aide aux personnes qu'il rencontre. Cette série est dans la lignée du Fugitif, de L'Incroyable Hulk, ou encore Les Envahisseurs, et d'autres encore. Elle est probablement plus proche de cette dernière, toutes deux partageant la même ambiance paranoïaque : les membres de l'Organisation peuvent se dissimuler partout, tout comme les Envahisseurs que combattait David Vincent. Tous deux possèdent toutefois un indice, de même que le spectateur, pour identifier les ennemis : alors que les Envahisseurs ne pouvaient, pour certains, plier l'auriculaire, les membres de l'Organisation fument le cigare, un cigare perforé à l'aide d'un crayon de bois.
- Enfin, la référence la plus évidente de la série est Le Prisonnier (The Prisoner) : Dans les deux séries, on cherche désespérément à obtenir quelque chose du personnage principal, au point d'élaborer des pièges ou des stratagèmes afin de le faire avouer. Dans les deux séries, on tentera notamment de briser la résistance du personnage principal. Des clins d'œil assez évidents se rencontrent dans L'Homme de nulle part : dans un épisode, Thomas Veil sera ainsi endormi et conduit dans un village où son comportement et sa personnalité s'accommoderont mal de la manière dictatoriale dont est conduite la vie dans ce village. Dans un autre épisode, alors qu'il est conduit avec d'autres personnes vers une destination inconnue, et qu'on attribue à chacun un numéro, il se verra recevoir le Numéro 6, soit le même numéro attribué au personnage incarné par Patrick McGoohan dans Le Prisonnier.

Les deux premiers épisodes de la série, Absolute Zero, l'épisode-pilote de la série, et l'épisode 02 Turnabout, furent réalisés par Tobe Hooper, réalisateur ayant surtout travaillé pour le cinéma, et célèbre pour avoir réalisé les films Massacre à la tronçonneuse et Poltergeist.
Lawrence Hertzog, le créateur de la série, a également travaillé sur La Femme Nikita, une série d'espionnage canadienne jouant également sur la manipulation, les faux semblants, et qui ne manqua pas de retournements de situation.

## Sorties vidéo
Sortie aux États-Unis dans un coffret intégrale de 9 DVD (ZONE 1) le 26 décembre 2005 chez l'éditeur "Image Entertainment".